# Monitoring as a service
Monitoring as a service (MaaS, in italiano monitoraggio come servizio) è uno dei molti modelli di consegna del cloud computing sotto qualsiasi tipo di servizio (XaaS). È un framework che facilita lo sviluppo di funzionalità di monitoraggio per vari altri servizi e applicazioni all'interno del cloud. L'applicazione più comune per MaaS è il monitoraggio dello stato online, che consente di monitorare continuamente determinati stati di applicazioni, reti, sistemi, istanze o qualsiasi elemento che possa essere distribuito all'interno del cloud.